# Gmina Mustvee
Gmina Mustvee (est. Mustvee vald) – gmina wiejska w Estonii, w prowincji Jõgeva.

## Miejscowości
W skład gminy wchodzą:
- Miasto: Mustvee
- Alevik: Avinurme, Lohusuu
- Wsie: Adraku, Alekere, Halliku, Jaama, Jõemetsa, Kaasiku, Kaevussaare, Kallivere, Kalmaküla, Kasepää, Kiisli, Kiissa, Koseveski, Kõrve, Kõrvemetsa, Kõveriku, Kärasi, Kükita, Laekannu, Lepiksaare, Levala, Maardla, Maetsma, Metsaküla, Nautrasi, Ninasi, Nõmme, Odivere, Omedu, Paadenurme, Pedassaare, Piilsi, Putu, Pällu, Raadna, Raja, Ruskavere, Kääpa, Saarjärve, Separa, Sirguvere, Sälliksaare, Tammessaare, Tammispää, Tarakvere, Tiheda, Tuulavere, Ulvi, Vadi, Vanassaare, Vassevere, Veia, Vilusi, Voore, Võtikvere, Änniksaare[4].